# Makrothrombozytopenie
Die Makrothrombozytopenie ist eine Form der angeborenen Thrombozytopenie mit Auftreten von Riesen-Thrombozyten. Es handelt sich um eine Krankheitsgruppe mit der Gemeinsamkeit von verminderter Anzahl und gleichzeitig übernormaler Größe der Blutplättchen und dadurch verursachter Blutungsneigung.
Synonyme sind kongenitale Makrothrombozytopenie; CMTC; hereditäre Makrothrombozytopenie; hereditäres Giant-Platelet-Syndrom.

## Einteilung
Die Krankheitsgruppe umfasst:
- MYH9-assoziierte Krankheiten[2]
  - Epstein-Syndrom, Synonyme: Alport-Syndrom mit Makrothrombozytopenie; MYH9-RD; MYH9-bedingte Störungen; MYH9-bedingte Sydrome; Thrombozytopenie durch MYH9-Genmutation
  - Fechtner-Syndrom, Synonym: Alport-Syndrom mit Leukozyteneinschlüssen und Makrothrombozytopenie
  - Sebastian-Syndrom, Synonym: Makrothrombozytopenie mit leukozytären Einschlüssen
  - May-Hegglin-Anomalie, Abkürzung MHA, Synonym: May-Hegglin-Syndrom
- Bernard-Soulier-Syndrom, Synonyme: Riesen-Plättchen-Syndrom; hämorrhagische Thrombozytendystrophie
- Autosomal-dominante Makrothrombozytopenie
- Makrothrombozytopenie mit Mitralklappeninsuffizienz
- Autosomal-rezessive Makrothrombozytopenie
- Thrombozytopenie mit kongenitaler dyserythropoetischer Anämie
- Sitosterolämie, Synonyme: Phytosterolämie; Xanthomatose mit Sitosterolämie, vormals Mediterrane Makrothrombozytopenie

## Bei Tieren
Die Krankheit kommt auch bei Hunden aufgrund einer Mutation im TUBB1-Gen vor.